# Narayana
Narayana [Narajana] (Nārāyaṇa) jest oblik i epitet hinduističkog boga Višnua. U višnuizmu, Višnu je vrhovno biće – glavno božanstvo, najviši oblik Brahmana. Narayana se prikazuje kao bog na vodi, simbol muškog stvaranja. Narayina družica jest božica Lakšmi.
Sanskrtska riječ „Narayana“ pojavljuje se u spisu zvanom Manuovi zakoni:
„Vode su zvane narah jer vode su, zaista, djeca Nare; bile su njegovo prvo prebivalište, stoga je on zvan Narayana.“
Riječ „narayana“ pojavljuje se u literaturi poput epa Mahabharate. Riječ se rabi u tekstu nazvanom Vishnu Purana. 
Narayanin opis:
„Ja sam Narayana, Izvor sviju stvari, Vječan, Nepromjenljiv. Stvoritelj sam svega te Uništavač također. Ja sam Višnu...“ (Mahabharata)